# Jonker Afrikaner
Jonker Afrikaner of |Hara-mûb (Roode Zand nabij Tulbagh, rond 1785 - Okahandja, 18 augustus 1861) was de vierde kaptyn van de Orlam Afrikaners. Hij was tijdens zijn hoogtijdagen de machtigste man van het tegenwoordige Namibië en was de stichter van diens hoofdstad Windhoek.

## Biografie
Jonker werd geboren aan de grens van de Nederlandse Kaapkolonie en volgde zijn vader Jager Afrikaner na diens dood in 1823 op als kaptyn. Dat jaar verliet hij zijn vaders nederzetting te Blydeverwacht en vertrok hij met drie broers en zo'n 300 volgelingen naar het tegenwoordige centrum van Namibië. Hier sloot hij een alliantie met de Namastam Kai||khaun als verdediging tegen de vijandelijke Hererostammen.
In het begin van de jaren 1830 had Jonker dankzij de militaire superioriteit van de Orlam een groot deel van Namibië in zijn macht. In 1838 vestigde hij zich in Windhoek, op de grens tussen de territoria van de Nama en de Herero. In 1840 bouwde hij een kerk in Windhoek met plaats voor meer dan 500 man. In 1842 arriveerden de Rijnlandse missionarissen Carl Hugo Hahn en Franz Heinrich Kleinschmidt, die zich vestigden in de nederzetting die al meer dan 1.000 man telde.
Jonker liet wegen bouwen om tol op te heffen en de koloniale handel naar Hereroland te regelen. Hij voerde regelmatig aanvallen uit op de Herero om vee te veroveren, dat hij later verkocht voor wapens, ammunitie, kleding en gereedschap. 
Op kerstavond 1842 sloot Jonker vrede met het Hererostamhoofd Tjamuaha. Doordat de veediefstallen hierdoor ophielden verloor Jonker zijn belangrijkste bron van inkomsten. Omdat de Rijnlandse missionarissen zich te veel met zijn beleid bemoeiden liet hij ze vervangen door de Wesleyaanse missionarissen Richard Haddy en Joseph Tindall. Hahn en Kleinschmidt en vertrokken naar Okahandja en begonnen verdeeldheid onder de stammen te zaaien. In maart 1846 verbrak Jonker het vredesverdag en hervatte hij de aanvallen op de Herero.

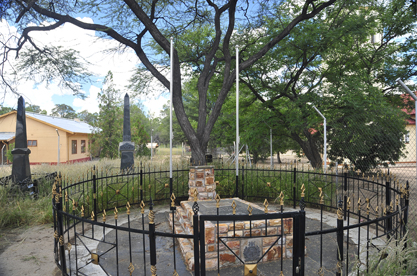
Graf van Jonker Afrikaner te Okahandja

Uit angst om de controle over de Herero te verliezen vernietigde Jonker in augustus 1850 het missiestation van Okahandja. In 1853 voerde hij vele aanvallen uit op de Herero en verjoeg hij de Rijnlandse missionarissen uit Namibië. Het jaar daarop verhuisde hij naar Okahandja en bleef de Herero bestoken tot zij in 1857 verslagen werden. Ondertussen hadden verschillende Namastammen zich tegen Jonker gekeerd, maar op 9 januari 1858 werd oorlog voorkomen met de ondertekening van een vredesverdrag. Hierna richtte Jonker zijn pijlen op de Owambo in het noorden.
Geleidelijk aan verloor Jonker zijn heerschappij over Namibië aan Europese missionarissen en handelaars. Hij overleed op 18 augustus 1861 te Okahandja aan een ontsteking en werd opgevolgd door zijn zoon Christiaan Afrikaner. Op 16 januari 1950 werd zijn graf als eerste nationale monument van het land onthuld.